# 阪神盃
阪神盃（日语：阪神カップ），是日本中央競馬會（JRA）在阪神競馬場舉辦供3歲或以上馬匹競逐的國際二級賽（GII），途程為草地1400米。

## 概述
2006年，為整備短途及一哩戰線，此賽事於阪神競馬場草地1400米跑道創辦，成為一眾短途馬及一哩馬於年末的目標。
踏入2020年代，由於沙特阿拉伯及阿聯酋的賽事體系日漸成熟，此賽事亦被視為日本賽駒遠征中東前的一大熱身，於2021年時，更成為1351草地短途錦標的前哨戰，贏得此賽事的賽駒獲享有原先出賽權。
創設之初，外國產馬、外國訓練馬及地方競馬所屬馬經已可以參賽。

### 出賽條件
參賽資格：3歲及以上純種馬（最大出賽馬匹數量：18匹）
- JRA所屬馬
- 地方競馬所屬馬（最多2匹，僅限符合特定資格的馬匹）
- 外國訓練馬（最多9匹，優先出賽）

負磅：分齡讓磅（3歲57公斤，4歲及以上58公斤，雌馬受讓2公斤）

## 歷史
- 2006年 - 在阪神競馬場的草地1400米創立3歲或以上馬匹JRA GII賽事「阪神盃」。
- 2007年 - 由於日本列入國際賽馬組織聯盟的《國際賽事編錄標準及國際賽事統計冊》的第一部分賽馬地區，賽事級別被評為日本二級賽（JpnII）。
- 2009年 - 最多允許9匹外國訓練馬參賽；同年升格為國際二級賽（GII）。
- 2012年 - 以「近代競馬150週年紀念」作為副標題舉行。
- 2024年 - 因應阪神競馬場的翻新工程移師至京都競馬場舉行。

## 歷屆冠軍
| 屆數   | 日期           | 馬場 | 距離  | 優勝馬   | 性別/年齡 | 時間   | 騎師     | 練馬師     | 馬主                     |
| ------ | -------------- | ---- | ----- | -------- | --------- | ------ | -------- | ---------- | ------------------------ |
| 第1回  | 2006年12月17日 | 阪神 | 1400m | 李察靈駒 | 雄3       | 1:20.6 | 福永祐一 | 松田國英   | 關口房朗                 |
| 第2回  | 2007年12月16日 | 阪神 | 1400m | 鈴鹿鳳凰 | 雄5       | 1:20.6 | 武豊     | 橋田滿     | 永井啟貳                 |
| 第3回  | 2008年12月21日 | 阪神 | 1400m | 丸河鳳凰 | 雄4       | 1:21.6 | 福永祐一 | 松永昌博   | 河長產業                 |
| 第4回  | 2009年12月20日 | 阪神 | 1400m | 拳壇奇蹟 | 雄6       | 1:20.4 | 杜滿萊   | 堀宣行     | 吉田和美                 |
| 第5回  | 2010年12月18日 | 阪神 | 1400m | 拳壇奇蹟 | 雄7       | 1:20.3 | 蘇銘倫   | 堀宣行     | 吉田和美                 |
| 第6回  | 2011年12月17日 | 阪神 | 1400m | 聖卡羅   | 雄5       | 1:20.5 | 吉田豐   | 大久保洋吉 | Shadai Race Horse Co Ltd |
| 第7回  | 2012年12月24日 | 阪神 | 1400m | 聖卡羅   | 雄6       | 1:21.0 | 吉田豐   | 大久保洋吉 | Shadai Race Horse Co Ltd |
| 第8回  | 2013年12月23日 | 阪神 | 1400m | 實際影響 | 雄5       | 1:21.4 | 莫雅     | 堀宣行     | Carrot Farm Co Ltd       |
| 第9回  | 2014年12月27日 | 阪神 | 1400m | 實際影響 | 雄6       | 1:20.7 | 布宜學   | 堀宣行     | Carrot Farm Co Ltd       |
| 第10回 | 2015年12月26日 | 阪神 | 1400m | 野薔薇   | 雄4       | 1:21.4 | 杜滿萊   | 藤澤和雄   | Shadai Race Horse Co Ltd |
| 第11回 | 2016年12月24日 | 阪神 | 1400m | 逃學修治 | 雄3       | 1:21.9 | 川田將雅 | 須貝尚介   | 安原浩司                 |
| 第12回 | 2017年12月23日 | 阪神 | 1400m | 明媚島   | 雄6       | 1:19.5 | 李慕華   | 栗田博憲   | Shadai Race Horse Co Ltd |
| 第13回 | 2018年12月22日 | 阪神 | 1400m | 天麗光輝 | 雌5       | 1:21.1 | 菱田裕二 | 大根田裕之 | 駒秀                     |
| 第14回 | 2019年12月21日 | 阪神 | 1400m | 放聲歡呼 | 雌3       | 1:19.4 | 李慕華   | 藤澤和雄   | Sunday Racing Co Ltd     |
| 第15回 | 2020年12月26日 | 阪神 | 1400m | 野田幻想 | 雌4       | 1:19.7 | 藤岡佑介 | 中內田充正 | Danox Co Ltd             |
| 第16回 | 2021年12月25日 | 阪神 | 1400m | 攻必勝   | 雄3       | 1:20.3 | 杜滿樂   | 中內田充正 | Sunday Racing Co Ltd     |
| 第17回 | 2022年12月24日 | 阪神 | 1400m | 全音階   | 雄7       | 1:20.2 | 岩田康誠 | 安田隆行   | Silk Racing Co Ltd       |
| 第18回 | 2023年12月23日 | 阪神 | 1400m | 出奇致勝 | 雄4       | 1:19.3 | 松山弘平 | 深山雅史   | Win Co Ltd               |
| 第19回 | 2024年12月21日 | 京都 | 1400m | 奈村佳盈 | 雌5       | 1:20.1 | 李慕華   | 長谷川浩大 | 奈村睦弘                 |

## 圖輯

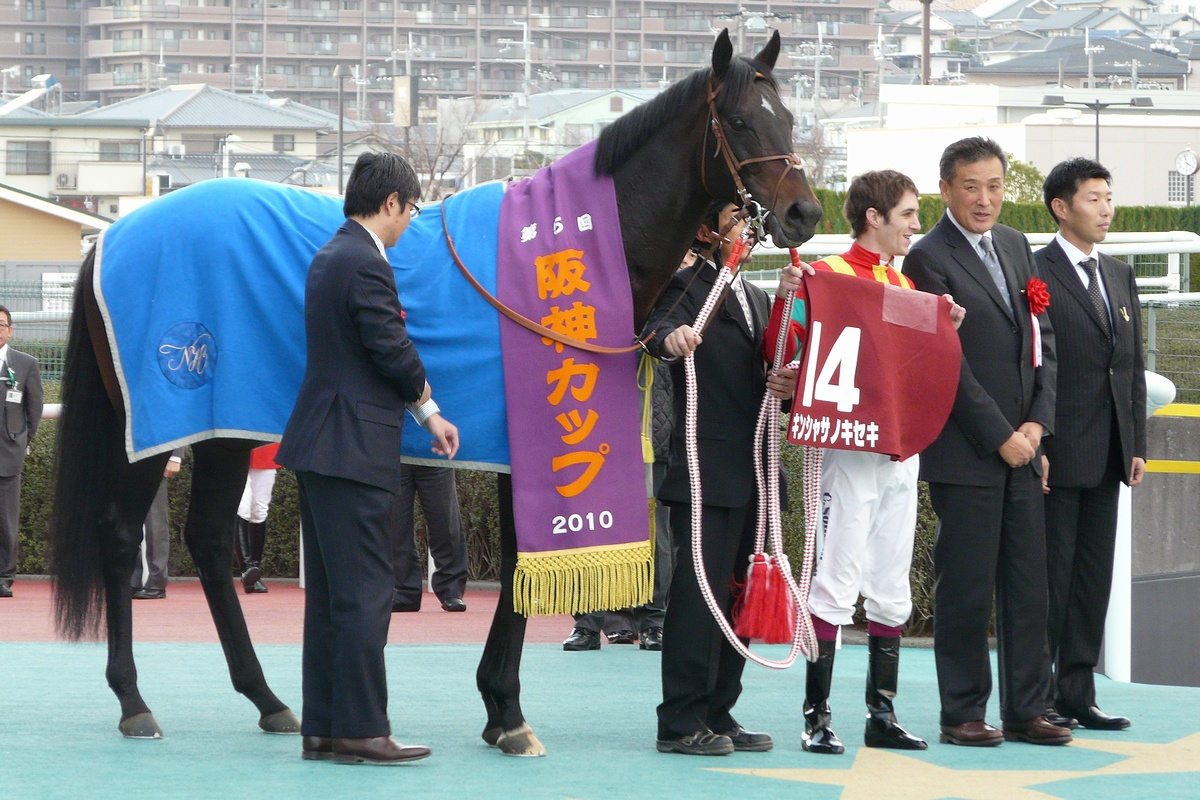
2010年冠軍「拳壇奇蹟」
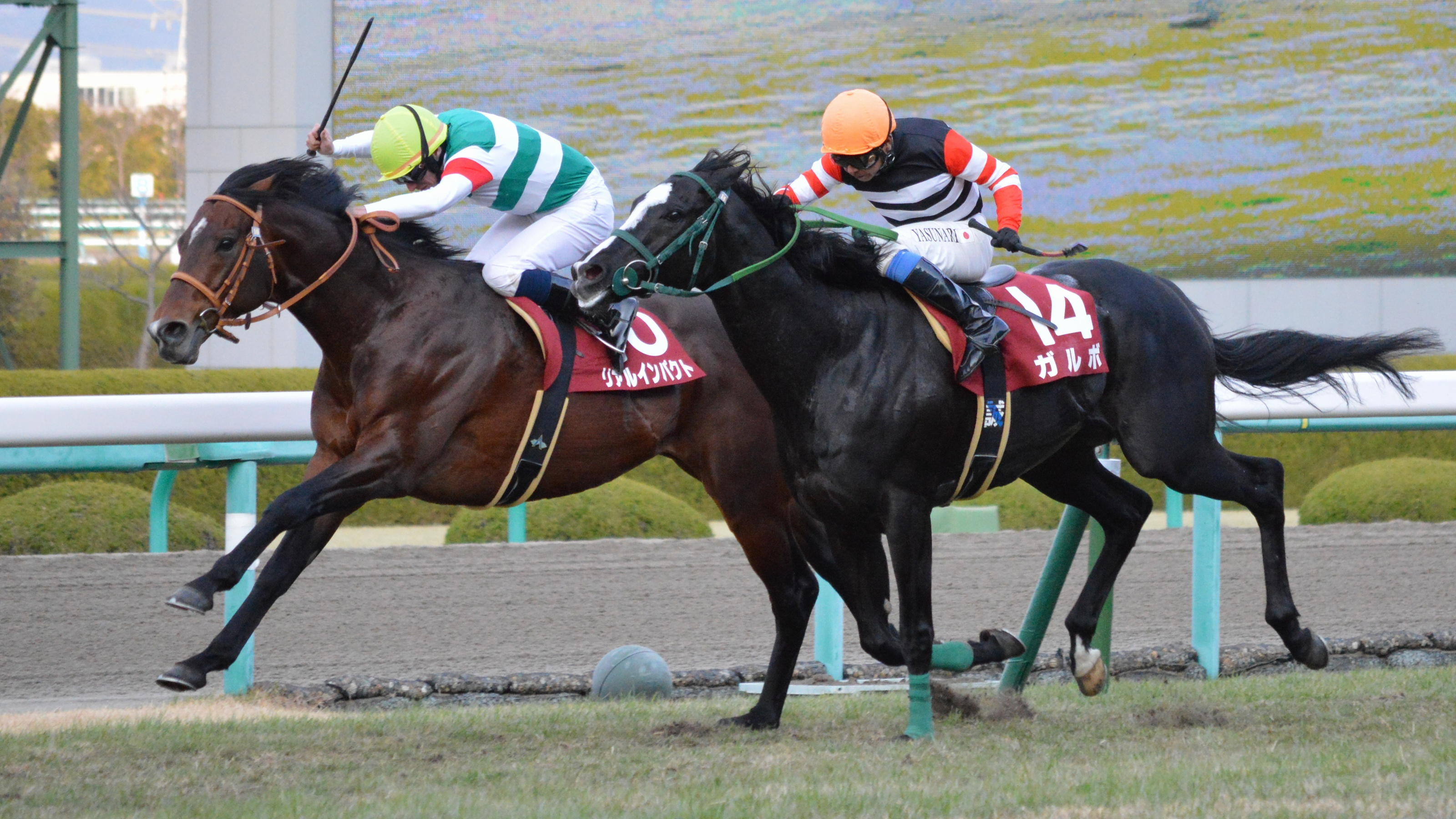
2013年冠軍「實際影響」
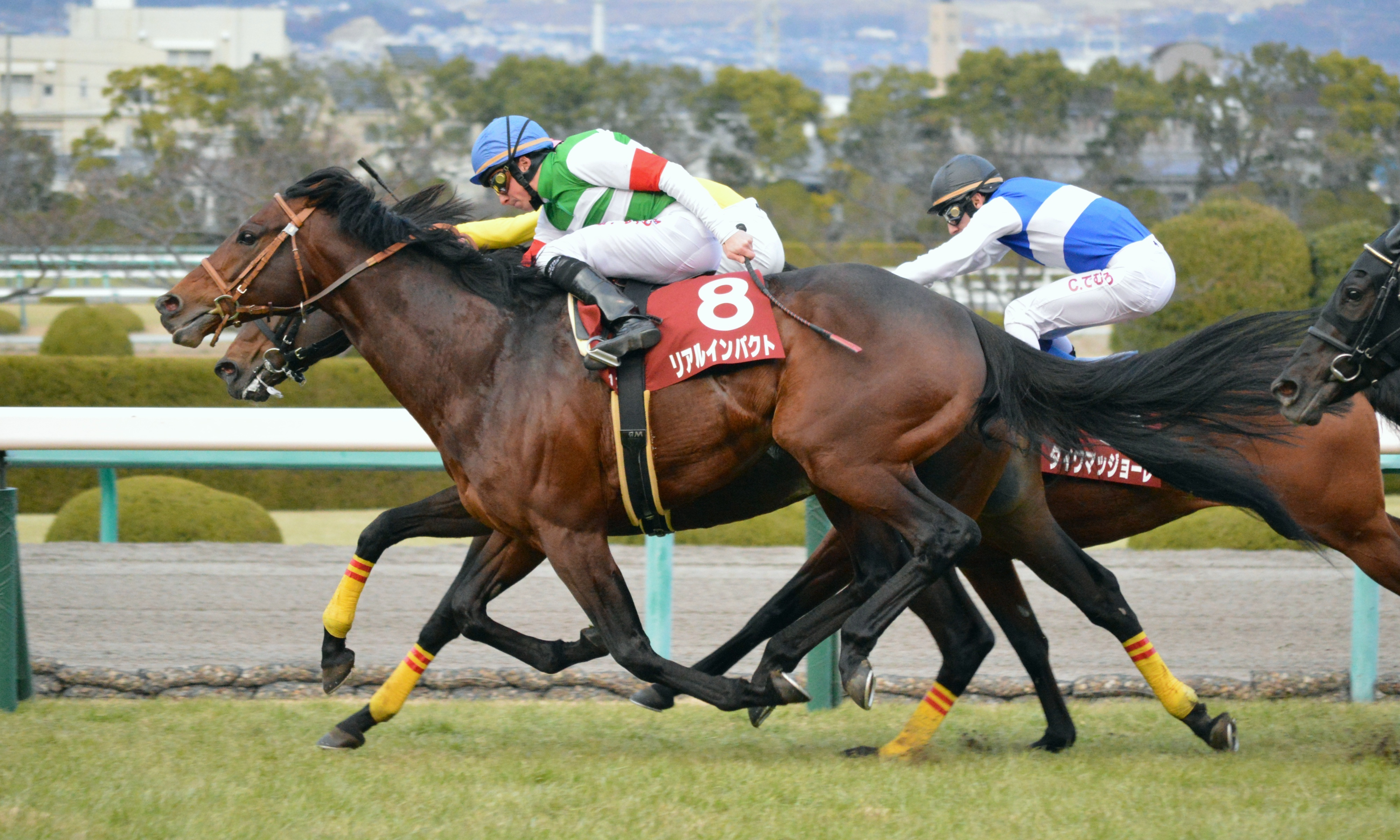
2014年冠軍「實際影響」
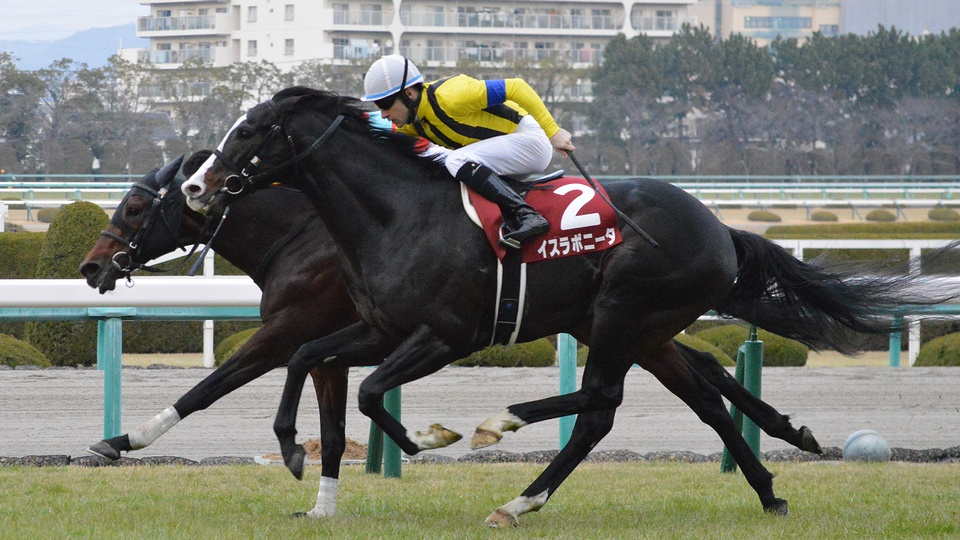
2017年冠軍「明媚島」
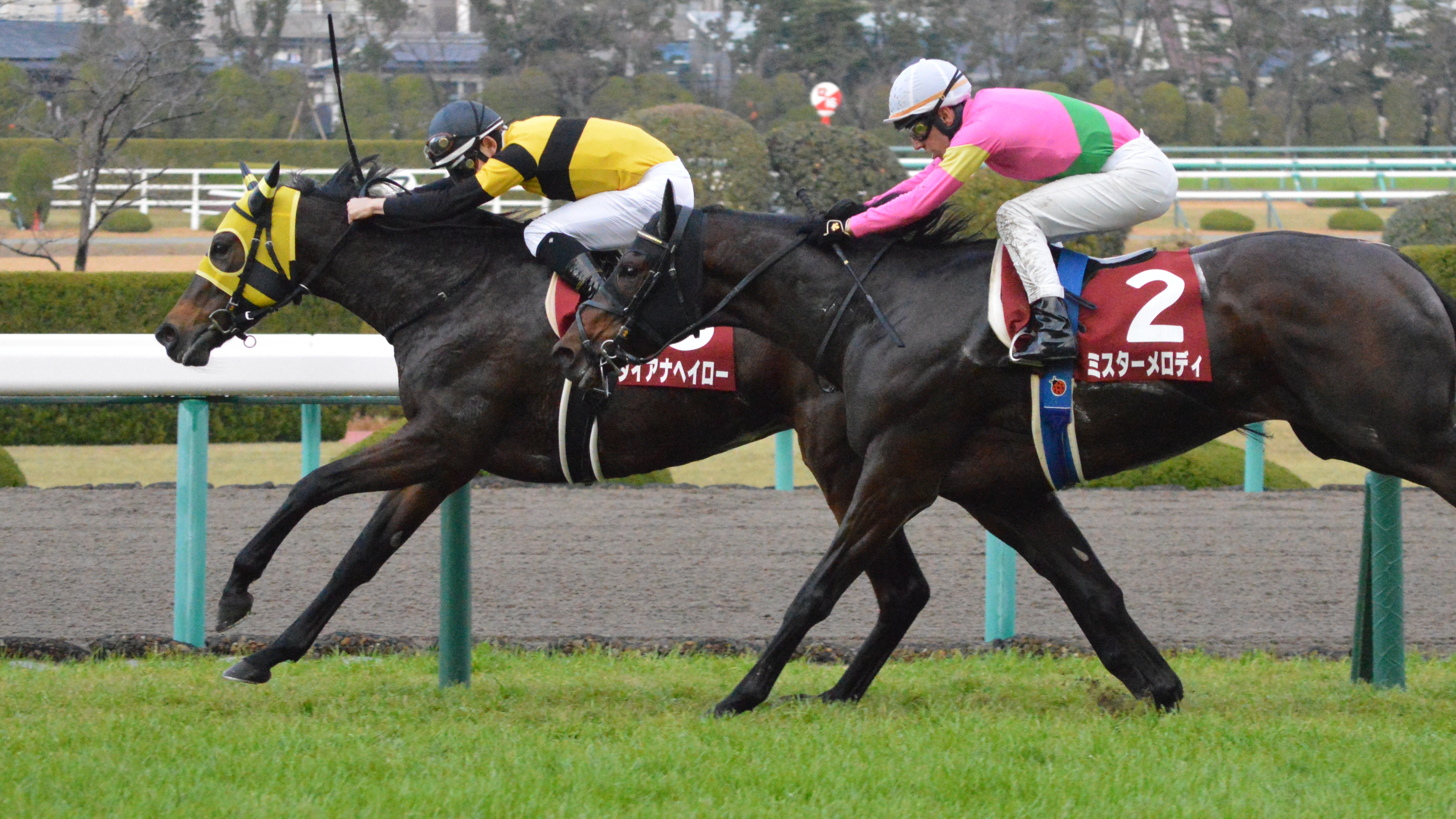
2018年冠軍「天麗光輝」